# Boritany
Boritany jsou soli a estery odvozené od kyseliny borité. Jejich molekuly mají trojúhelníkovou nebo čtyřstěnnou strukturu. Boritany jsou v přírodě nejběžnější formou boru.

## Struktura
Boritany se skládají z trojúhelníkových jednotek BO3 nebo ze čtyřstěnných jednotek BO4, propojených společnými atomy kyslíku. a mohou mít lineární i cyklické molekuly.

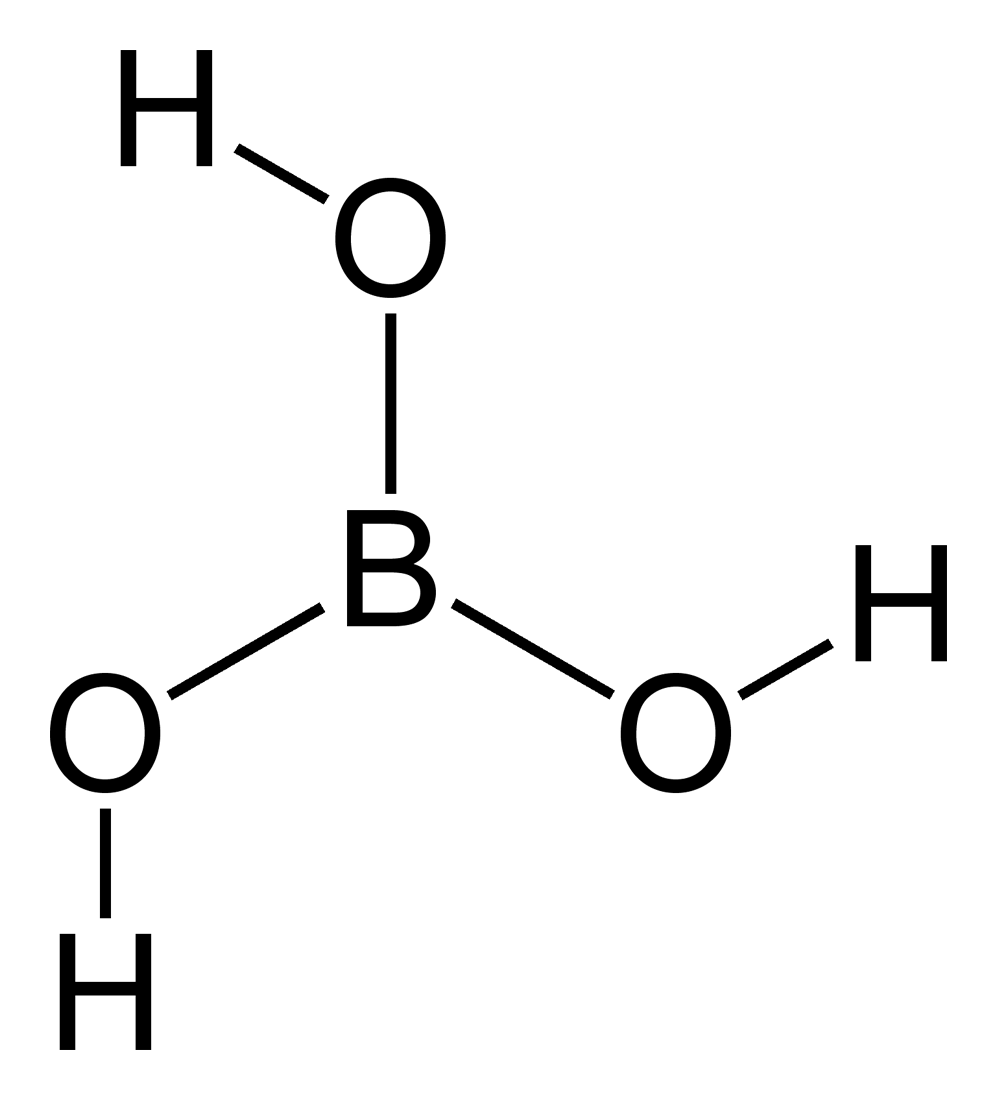
Struktura kyseliny borité zobrazující její trojúhelníkovou geometrii molekuly

Nejjednodušší boritanový anion BO 3-
3  je odvozen od kyseliny borité H3BO3; příkladem soli je boritan vápenatý Ca3(BO3)2, jehož molekula má téměř rovinný tvar. Boritanový anion je strukturním analogem uhličitanového aniontu CO 2-
3 . Podle jednoduché teorie chemické vazby má tvar trojúhelníku, ve valenční teorii vazby vazby bor-kyslík tvoří sp2 hybridizované orbitaly boru. Některé sloučeniny řazené mezi boritany, nemají trojúhelníkové molekuly, například molekula boritanu gadolinitého (GdBO3) se skládá z polyboritanových řetězců ([B3O9]9−), které se při vyšších teplotách mění na BO 3-
3 .

## Kyselina boritá

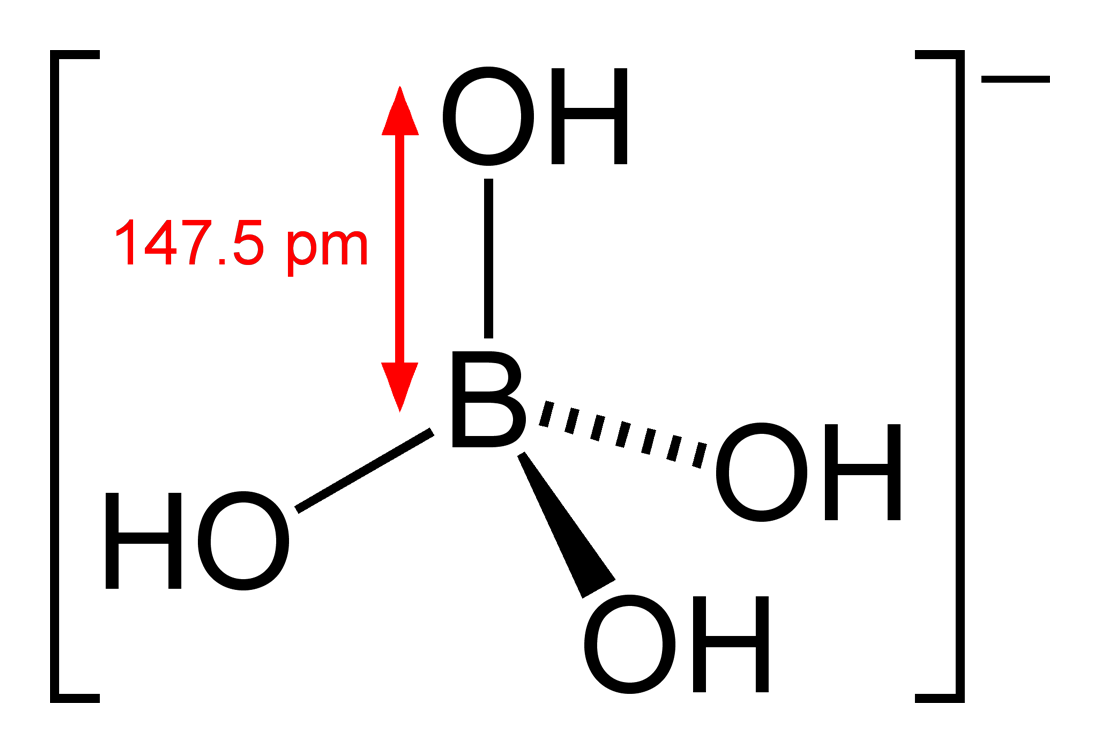
Struktura tetrahydroxyboritanového aniontu

Všechny boritany mohou být považovány za deriváty kyseliny borité (B(OH)3), která je slabým donorem protonu (pKa ~ 9), a tedy slabou Brønstedovou kyselinou, jedná se však o dobrou Lewisovu kyselinu, jelikož může přijmou elektronový pár. Ve vodě se chová jako Lewisova kyselina, když přijímá volné elektronové páry z hydroxydových iontů vzniklých autoionizací vody.
B(OH)3 je kyselá díky tomu, že reaguje s hydroxidovými anionty za tvorby tetrahydroxyboritanového komplexu [B(OH)4]− a uvolnění protonu:
B(OH)3 + 2 H2O ⇌ [B(OH)4]− + [H3O]+ (pKa = 8.98)
Za přítomnosti cis-diolů, jako jsou manitol, sorbitol, glukóza a glycerol, se kyselina boritá stává kyselejší a její pKa může být, v závislosti na koncentraci manitolu, i kolem 4.
Při tvorbě komplexu (v podstatě esteru) reakcí jedné molekuly kyseliny borité a dvou molekul manitolu se uvolní tři molekuly vody a jeden proton:
B(OH)3 + 2 C6H14O6 ⇌ [B(C6H8O2(OH)4)2]− + 3 H2O + H+
(pKa se podle koncentrace manitolu pohybuje v rozmezí 4 až 9)
Vzniklý produkt bývá nazýván kyselina manitoboritá, protože může být titrován silnou zásadou, například hydroxidem sodným; bod ekvivalence se určuje potenciometrickou titrací, která slouží ke stanovení koncentrace boritanů. Tímto způsobem se často určuje obsah boru v primárním okruhu u lehkovodních reaktorů, ve kterých slouží kyselina boritá jako moderátor neutronů.

## Polymerní ionty

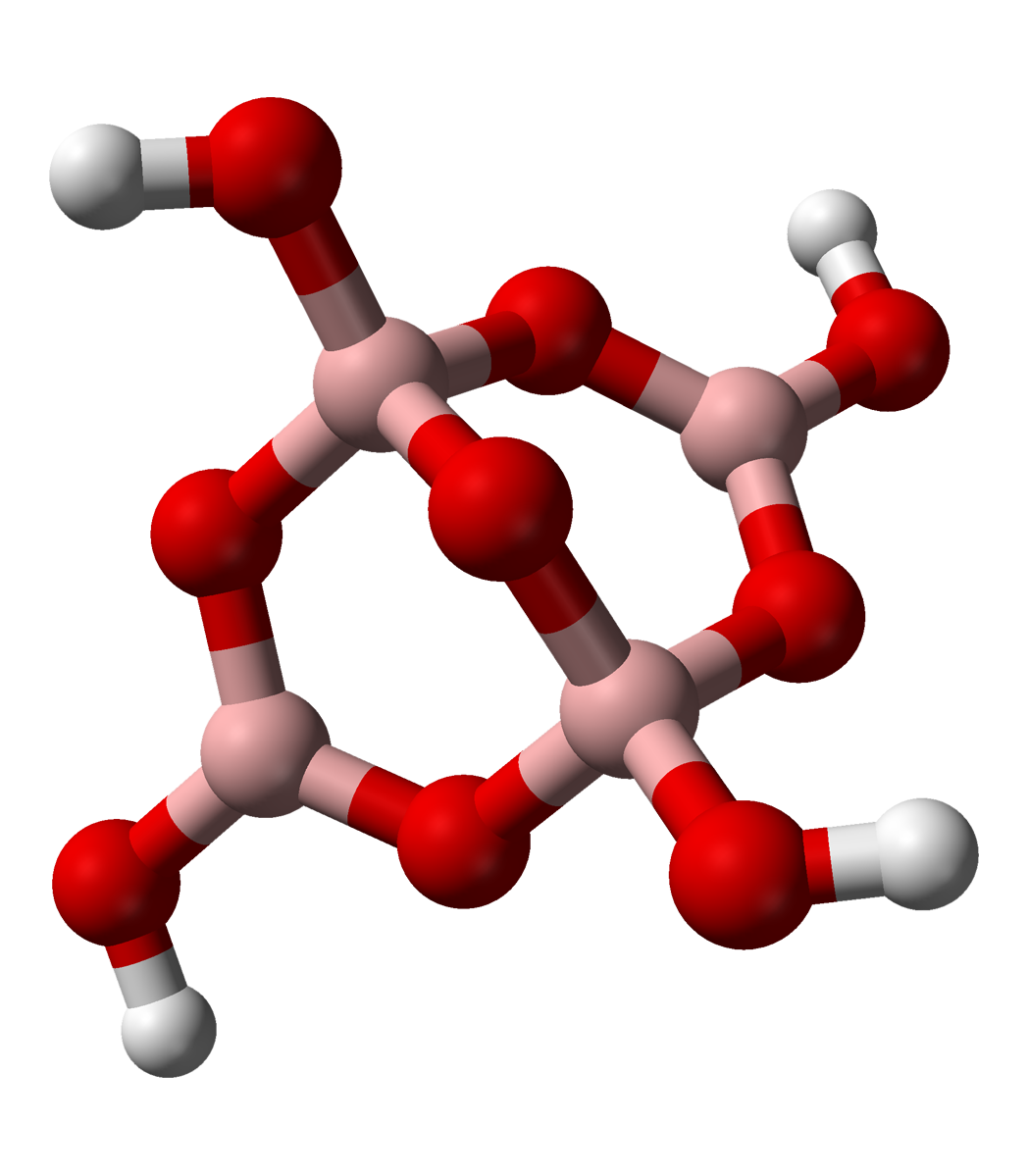
Struktura tetraboritanového iontu: růžová barva označuje bor; červená kyslík, bílá vodík. Tato tetramerní struktura se skládá z dvou atomů boru v čtyřstěnné konfiguraci, které se společně vážou na atom kyslíku a jsou s dalšími kyslíky spojeny jinými atomy boru v trojúhelníkové kombinaci. Jsou vidět tři cykly: dva s třemi atomy boru a jeden se čtyřmi.

Při neutrálním pH se kyselina boritá účastní kondenzačních reakcí, při kterých vznikají polymerní anionty. Následující rovnice popisuje vznik tetraboritanového aniontu:
2 B(OH)3 + 2 [B(OH)4]− ⇌ [B4O5(OH)4]2− + 5 H2O
Tetraboritanový anion se skládá z dvou čtyřstěnných a dvou trojúhelníkových struktur propojených do bicyklického celku. Dva atomy boru vytvářející čtyřstěnné struktury jsou propojeny společným kyslíkovým atomem, díky navázaným hydroxylovým skupinám mají záporný náboj. Celý anion se skládá ze tří cyklů: dvou propojených šestičlenných (boroxolových) a jednoho osmiúhelníkového; v každém cyklu se střídají atomy boru a kyslíku. Boroxolové cykly jsou součástí struktury mnoha boritanových aniontů.
Mezi tetraboritany patří minerál borax (oktahydrát tetrahydroxoboritanu sodného, Na2[B4O5(OH)4]·8H2O; obvykle psáno zjednodušeně jako Na2B4O7·10H2O). Tetraboritan sodný lze získat ve velmi čisté podobě a může tak být použit na přípravu standardních roztoků v odměrné analýze.
Byl popsán velký počet boritanů různých kovů, jako jsou:
- diboritany, [B2O5]4−, například Mg2B2O5 (suanit)
- triboritany [B3O7]5−, například CaAlB3O7 (johachidolit),
- tetraboritany, [B4O9]6−, například Li6B4O9.

Jsou také známy boritany odvozené od kyseliny monohydrogenborité (HBO2), jako LiBO2 a KBO2, v jejich molekulách se vyskytují cyklické ionty [B3O6]2−.

## Borokřemičitany
Borokřemičité sklo je v podstatě křemičitan, v jehož struktuře jsou některé jednotky [SiO4]4− nahrazeny [BO4]5− centry, společně s různými kationty, které vyrovnávají rozdíly v oxidačních číslech křemíku (oxidační číslo IV) a boru (oxidační číslo III). Tyto nepravidelnosti ve struktuře vedou k pomalé krystalizaci a vzniklé sklo má nízký součinitel teplotní roztažnosti, díky čemuž je, na rozdíl od běžného sodného skla, odolné vůči popraskání při zahřívání.

## Výskyt a použití

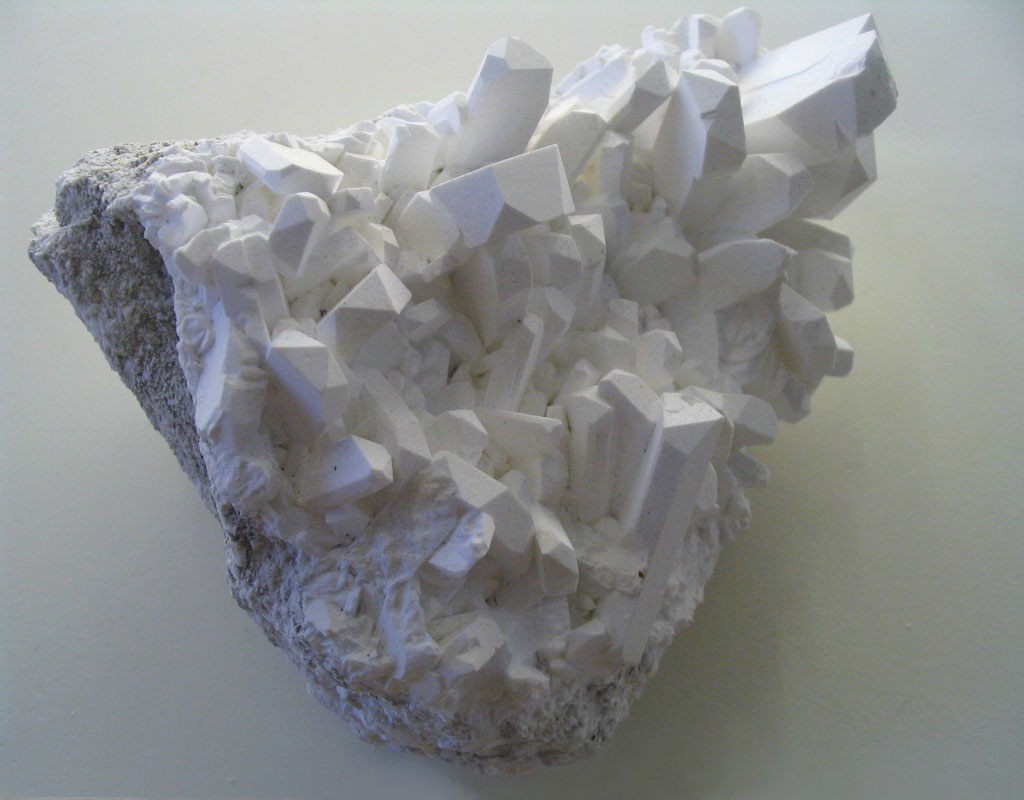
Krystaly boraxu

K běžným boritanům patří boritan sodný (NaBO2) a borax. Borax je rozpustný ve vodě, a tak se jako minerál vyskytuje pouze v místech s nízkými úhrny srážek; mezi taková místa patří mimo jiné Údolí smrti a poušť Atacama.
Boritan a tetraboritan lithný lze použít při přípravě vzorků pro analýzu rentgenovou fluorescencí, atomovou absorpční spektrometrií, ICP-OES a ICP-MS, například k analýze kontaminované půdy.
Tetrahydrát oktaboritanu disodného se používá ke konzervaci dřeva a jako fungicid. Boritan zinečnatý má využití jako zpomalovač hoření.

## Boritanové estery
Boritanové estery jsou organické sloučeniny připravované kondenzací stechiometrických množství kyseliny borité a alkoholů.